# Українсько-кірибатські відносини
Українсько-кірибатські відносини — відносини між Україною та Республікою Кірибаті. Між країнами досі не встановлено дипломатичних відносин.
Інтереси громадян України в Республіці Кірибаті захищає Посольство України в Австралії.

## Історія
Кірибаті підтримала резолюцію ГА ООН «Територіальна цілісність України» від 27.03.2014 р., також підтримала резолюції "Ситуація з правами людини в АРК" у 2016, 2017 та 2019 рр. (у 2018 р. – не голосувала, у 2020 та 2021 - утрималась). Резолюція "Проблема мілітаризації АРК" була підтримана Кірибаті у 2018 р., у 2019-2021 рр. - утрималася.
Після початку повномасштабної збройної агресії Росії проти України Кірибаті підтримала всі українські резолюції в ГА ООН, а також приєдналась до колективних заяв Форуму тихоокеанських островів щодо ситуації в Україні, які містили засудження вторгнення Росії та порушення суверенітету і територіальної цілісності України, заклик до РФ припинити спробу незаконної анексії українських територій, забезпечити деескалацію ситуації та вивести російські війська за лінію міжнародно визнаних кордонів України.